# Pavel Smetana (architekt)
Pavel Smetana (25. února 1900 Zákupy – 8. června 1986 Praha) byl český architekt.

## Život
Narodil se v rodině c. k. revidenta finančních fondů Antonína Smetany (1862—??) a matky Kamily, rozené Rödlingové (1871—??). Byl prostřední ze tří synů. Narodil se v Zákupech, od roku 1911 žila rodina v Praze.
Vystudoval architekturu na Uměleckoprůmyslové škole u Pavla Janáka a na Akademii výtvarných umění u Josefa Gočára. V roce 1926 vstoupil do Devětsilu. V letech 1931 – 1949 byl členem SVU Mánes.
V období protektorátu byl členem pražské Plánovací komise pro hlavní město Prahu a okolí.
V letech 1945 – 1970 učil na Vysoké škole uměleckoprůmyslové v Praze. Mezi jeho žáky patřili například scénograf Josef Svoboda nebo architekt Jan Kaplický.

## Dílo

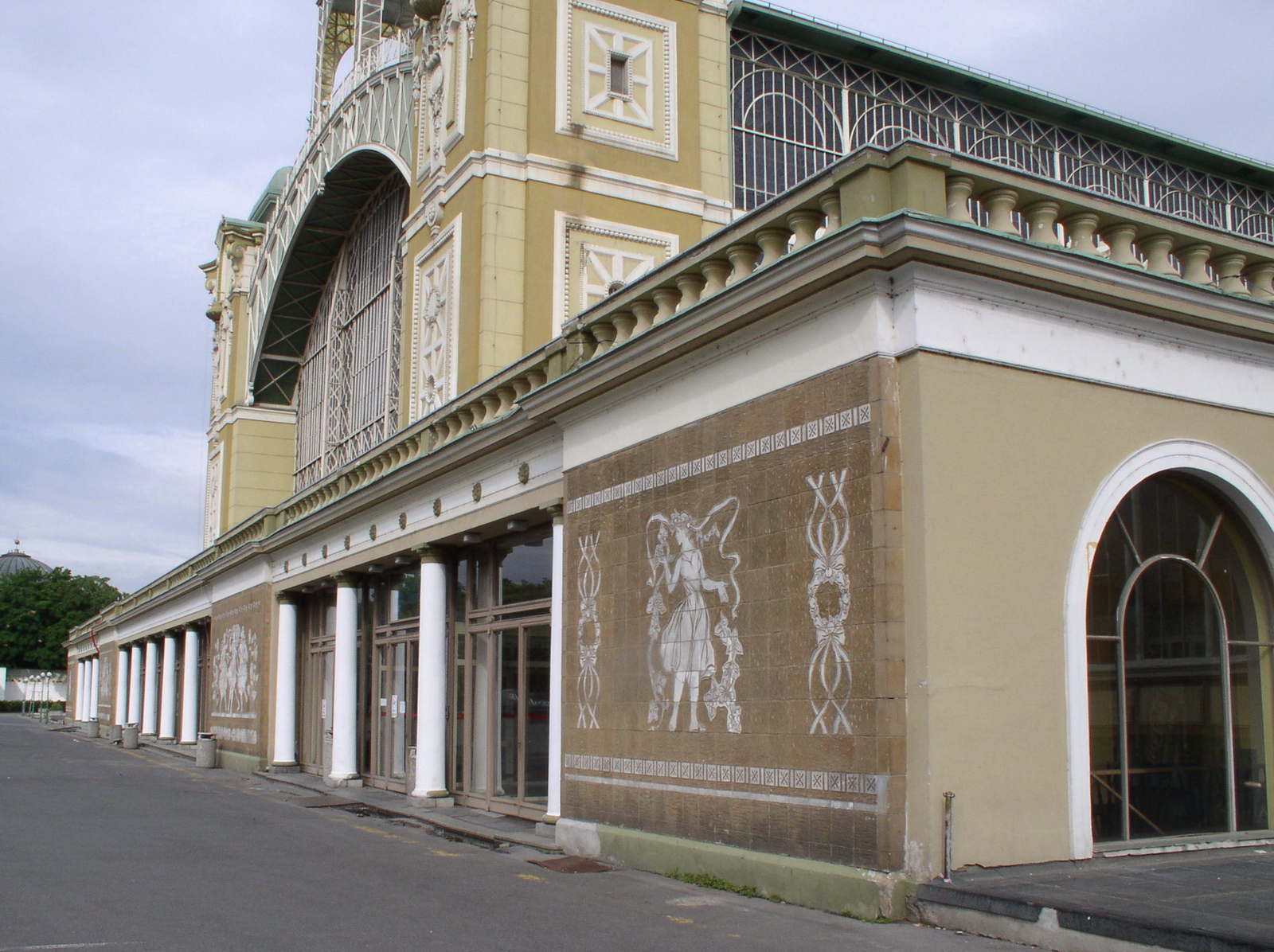
Pavel Smetana: Přístavba vstupní části Průmyslového (sjezdového) paláce, 1952-1954, stav 2009

### Projekty
- 1927 Jaroslav Fragner, Josef Havlíček, Karel Honzík, Evžen Linhart a Pavel Smetana: Soutěžní návrh na budovu ČTK v Praze
- 1927 Pavel Smetana, Alois Wachsman: Soutěžní návrh katolického kostela, Praha - Vršovice
- 1928 Projekt hotelu a garáží na Florenci, Praha
- 1932 Soutěžní návrh budov lékařské fakulty Masarykovy univerzity, Brno, Kraví hora
- 1937 Pavel Smetana a Jan Sokol: soutěžní návrh pomníku T. G. Masaryka, Praha, Letná
- 1940 Soutěžní návrh přístavby Uměleckoprůmyslového muzea, Praha
- 1943 Návrh severojižního průtahu Prahou
- 1950 Soutěžní návrh pomníku J. V. Stalina, Praha, Letná

### Realizované stavby
- 1926 – 1929 Karel Seifert a Pavel Smetana: Obecné a měšťanské školy, Bratislava, Slovensko
- 1937 – 1938 Vila v Břevnově, Praha – Břevnov, U Ladronky
- 1953 Rekonstrukce Gröbeho vily pro Dům pionýrů a mládeže, Praha, Vinohrady
- 1952 – 1954 Úprava Průmyslového paláce, Praha, Bubeneč